# Berwyn Price
Berwyn Price (Reino Unido, 15 de agosto de 1951) es un atleta británico retirado especializado en la prueba de 60 m vallas, en la que consiguió ser subcampeón europeo en pista cubierta en 1976.

## Carrera deportiva
En el Campeonato Europeo de Atletismo en Pista Cubierta de 1976 ganó la medalla de plata en los 60 m vallas, con un tiempo de 7.80 segundos, tras el soviético Viktor Myasnikov (oro con 7.78 segundos) y por delante del polaco Zbigniew Jankowski  (bronce con 7.92 segundos).